# Liste der Deutschen Meister im Biathlon
Die Liste der Deutschen Meister im Biathlon führt alle Sieger der Rennen um die Deutschen Meisterschaften im Biathlon auf. Für Männer wurden die nationalen Titelkämpfe in der DDR erstmals 1960 durchgeführt, in der BRD erst zehn Jahre später. Bis 2001 wurden die Meisterschaften im Winter ausgetragen, seit 2001 wegen zunehmenden Terminproblemen auf Rollskiern im Spätsommer. War es 2001 zunächst als einmalige Lösung aufgrund von Schneemangels gedacht, wurde aus der Verlegung noch im selben Jahr eine Dauerlösung.
Rekordmeister bei den Männern ist Andreas Birnbacher mit 17 Einzeltiteln. Bei den Frauen liegen Simone Hauswald, Denise Herrmann-Wick und Franziska Preuß mit jeweils neun Titelgewinnen vorn.

## Austragungsorte
| - 1987: Ruhpolding - 1988: - 1989: - 1990: Langdorf - 1991: Lindberg - 1992: Oberhof - 1993: Langdorf - 1994: | - 1995: Oberwiesenthal - 1996: Friedenweiler - 1997: Langdorf - 1998: Clausthal-Zellerfeld - 1999: Neuastenberg - 2000: Oberwiesenthal - 2001: Oberhof - 2002: Oberhof, Ruhpolding | - 2003: Ruhpolding, Oberhof - 2004: Ruhpolding, Oberhof - 2005: Ruhpolding, Altenberg, Oberhof - 2006: Altenberg, Oberhof, Ruhpolding - 2007: Oberhof, Altenberg, Ruhpolding - 2008: Ruhpolding, Langdorf, Oberhof - 2009: Ruhpolding, Altenberg - 2010: Willingen, Oberhof | - 2011: Langdorf, Ruhpolding - 2012: Altenberg, Oberhof - 2013: Langdorf, Ruhpolding - 2014: Altenberg, Oberhof - 2015: Langdorf, Ruhpolding - 2016: Altenberg, Oberhof - 2017: Arber, Ruhpolding - 2018: Altenberg, Oberhof | - 2019: Arber, Ruhpolding - 2020: Altenberg - 2021: Arber - 2022: Oberhof - 2023: Ruhpolding - 2024: Altenberg - 2025: Arber |

Die Wettbewerbe an den Austragungsorten Langdorf und Arber fanden im Hohenzollern Skistadion auf dem Gebiet der Gemeinde Bayerisch Eisenstein statt.

## Deutsche Meisterschaften der Männer
| Jahr | Einzel             | Staffel                                                                    | Sprint              | Verfolgung         | Massenstart        | Pokalwertung       |
| ---- | ------------------ | -------------------------------------------------------------------------- | ------------------- | ------------------ | ------------------ | ------------------ |
| 1970 | Josef Niedermeier  | –                                                                          | –                   | –                  | –                  | –                  |
| 1971 | Josef Niedermeier  | –                                                                          | –                   | –                  | –                  | –                  |
| 1972 | Josef Niedermeier  | –                                                                          | –                   | –                  | –                  | –                  |
| 1973 | Claus Gehrke       | BayernJosef Niedermeier Udo Ehrenberg Josef Keck Claus Gehrke              | –                   | –                  | –                  | –                  |
| 1974 | Josef Keck         | BayernJosef Keck Alois Kanamüller Josef Niedermeier Claus Gehrke           | Josef Keck          | –                  | –                  | –                  |
| 1975 | Josef Keck         | BayernJosef Niedermeier Hans Estner Claus Gehrke Josef Keck                | Josef Niedermeier   | –                  | –                  | –                  |
| 1976 | Hans Estner        | BayernHeiner Mehringer Erich Fuchs Hans Estner Claus Gehrke                | Claus Gehrke        | –                  | –                  | –                  |
| 1977 | Alois Rutke        | BayernHans Estner Claus Gehrke Alois Kanamüller Heiner Mehringer           | Gerhard Winkler     | –                  | –                  | –                  |
| 1978 | Andreas Schweiger  | BayernHeiner Mehringer Franz Bernreiter Alois Kanamüller Andreas Schweiger | Alois Kanamüller    | –                  | –                  | –                  |
| 1979 | Andreas Schweiger  | BayernHans Estner Andreas Schweiger Alois Kanamüller Claus Gehrke          | Alois Kanamüller    | –                  | –                  | –                  |
| 1980 | Peter Angerer      | BayernManfred Jäckle Klaus Genosko Herbert Mayer Fritz Fischer             | Peter Angerer       | –                  | –                  | –                  |
| 1981 | Fritz Fischer      | BayernGünther Haug Andreas Schweiger Peter Angerer Fritz Fischer           | Peter Angerer       | –                  | –                  | –                  |
| 1982 | Peter Angerer      | BayernWalter Pichler Thomas Grebner Peter Angerer Fritz Fischer            | Fritz Fischer       | –                  | –                  | –                  |
| 1983 | Peter Angerer      | –                                                                          | Peter Angerer       | –                  | –                  | –                  |
| 1984 | Franz Bernreiter   | BayernGünther Haug Andreas Schweiger Peter Angerer Fritz Fischer           | Fritz Fischer       | –                  | –                  | –                  |
| 1985 | Peter Angerer      | BayernFlori Hüttner Georg Fischer Gottfried Hiemer Fritz Fischer           | Peter Angerer       | –                  | –                  | –                  |
| 1986 | Ernst Reiter       | BayernFlori Hüttner Gottfried Hiemer Georg Fischer Fritz Fischer           | Walter Pichler      | –                  | –                  | –                  |
| 1987 | Peter Angerer      | Bayern IIAlois Reiter Helmut Tengg Peter Angerer Franz Wudy                | Peter Angerer       | –                  | –                  | –                  |
| 1988 | Alois Reiter       | Bayern IIAnton Kroiss Helmut Tengg Jörg Hausberger Alois Reiter            | Franz Wudy          | –                  | –                  | –                  |
| 1989 | Ernst Reiter       | BayernJörg Hausberger Stefan Höck Herbert Fritzenwenger Fritz Fischer      | Fritz Fischer       | –                  | –                  | –                  |
| 1990 | Tobias Lindner     | Bayern IGeorg Fischer Franz Wudy Helmut Tengg Stefan Burkhard              | Fritz Fischer       | –                  | –                  | –                  |
| 1991 | Fritz Fischer      | Sachsen IFrank-Peter Roetsch Andreas Heymann André Sehmisch Ricco Groß     | Jens Steinigen      | –                  | –                  | –                  |
| 1992 | Holger Schönthier  | ThüringenFrank Luck Mark Kirchner Sven Fischer Steffen Hoos                | Mark Kirchner       | –                  | –                  | –                  |
| 1993 | Holger Schönthier  | ThüringenRené König Marko Danz Sven Fischer Steffen Hoos                   | Jens Steinigen      | –                  | –                  | –                  |
| 1994 | –                  | –                                                                          | –                   | –                  | –                  | –                  |
| 1995 | Frank Luck         | ThüringenPeter Sendel Mark Kirchner Frank Luck Sven Fischer                | Sven Fischer        | –                  | –                  | –                  |
| 1996 | Peter Sendel       | Thüringen                                                                  | Frank Luck          | –                  | –                  | –                  |
| 1997 | Marco Morgenstern  | ThüringenMark Kirchner Frank Luck Sven Fischer                             | Frank Luck          | –                  | –                  | –                  |
| 1998 | –                  | –                                                                          | –                   | –                  | –                  | –                  |
| 1999 | –                  | ThüringenFrank Luck Alexander Wolf Sven Fischer                            | Marco Morgenstern   | Marco Morgenstern  | –                  | –                  |
| 2000 | –                  | BayernAndreas Stitzl Michael Greis Ricco Groß                              | Gunar Bretschneider | –                  | –                  | –                  |
| 2001 | Peter Sendel       | ThüringenJörn Wollschläger Sven Fischer Peter Sendel                       | Jörn Wollschläger   | Peter Sendel       | –                  | –                  |
| 2002 | Sven Fischer       | Bayern IRicco Groß Andreas Birnbacher Michael Greis                        | Michael Greis       | Sven Fischer       | –                  | –                  |
| 2003 | Sven Fischer       | ThüringenPeter Sendel Sven Fischer Frank Luck                              | Andreas Birnbacher  | Frank Luck         | Marco Morgenstern  | –                  |
| 2004 | Ricco Groß         | Bayern IRicco Groß Andreas Birnbacher Michael Greis                        | Daniel Graf         | Michael Greis      | Andreas Birnbacher | –                  |
| 2005 | Michael Greis      | Bayern IAndreas Birnbacher Michael Greis Ricco Groß                        | Andreas Birnbacher  | Andreas Birnbacher | Alexander Wolf     | –                  |
| 2006 | Andreas Birnbacher | Thüringen IJörn Wollschläger Robert Wick Daniel Graf                       | Robert Wick         | Andreas Birnbacher | Andreas Birnbacher | –                  |
| 2007 | Robert Wick        | Bayern IIIsidor Scheurl Tobias Reiter Florian Graf                         | Michael Rösch       | Andreas Birnbacher | Alexander Wolf     | –                  |
| 2008 | Christoph Knie     | Bayern IToni Lang Andreas Birnbacher Michael Greis                         | Andreas Birnbacher  | Christoph Stephan  | Daniel Graf        | Andreas Birnbacher |
| 2009 | Andreas Birnbacher | Bayern IDaniel Graf Tobias Reiter Andreas Birnbacher                       | Christoph Stephan   | Andreas Birnbacher | Andreas Birnbacher | Andreas Birnbacher |
| 2010 | Andreas Birnbacher | Bayern IFlorian Graf Michael Greis Andreas Birnbacher                      | Andreas Birnbacher  | Andreas Birnbacher | Andreas Birnbacher | Andreas Birnbacher |
| 2011 | Daniel Graf        | Thüringen IErik Lesser Robin Kiel Christoph Stephan                        | Michael Rösch       | Andreas Birnbacher | Daniel Graf        | Andreas Birnbacher |
| 2012 | Erik Lesser        | –                                                                          | Michael Rösch       | Arnd Peiffer       | Florian Graf       | Florian Graf       |
| 2013 | Arnd Peiffer       | Thüringen IChristoph Stephan Philipp Marschall Erik Lesser                 | Florian Graf        | Arnd Peiffer       | Simon Schempp      | Arnd Peiffer       |
| 2014 | Erik Lesser        | ausgefallen aus Witterungsgründen                                          | Arnd Peiffer        | Arnd Peiffer       | Arnd Peiffer       | Arnd Peiffer       |
| 2015 | –                  | Bayern IMichael Willeitner Andreas Birnbacher Johannes Kühn                | Michael Willeitner  | Simon Schempp      | Arnd Peiffer       |                    |
| 2016 | –                  | Thüringen IErik Lesser Philipp Horn Maximilian Janke                       | Simon Schempp       | Simon Schempp      | Arnd Peiffer       | Arnd Peiffer       |
| 2017 | –                  | Baden-WürttembergLukas Rombach Benedikt Doll Simon Schempp                 | Benedikt Doll       | Simon Schempp      | Arnd Peiffer       | –                  |
| 2018 | –                  | Thüringen IErik Lesser Philipp Horn Lucas Fratzscher                       | Johannes Kühn       | Arnd Peiffer       | Philipp Horn       | –                  |
| 2019 | –                  | Thüringen IErik Lesser Lucas Fratzscher Philipp Horn                       | Simon Schempp       | Simon Schempp      | Simon Schempp      | Simon Schempp      |
| 2020 | Johannes Donhauser | –                                                                          | Dominic Schmuck     | Simon Schempp      | –                  | –                  |
| 2021 | Erik Lesser        | –                                                                          | Marco Groß          | Matthias Dorfer    | –                  | –                  |
| 2022 | Philipp Horn       | –                                                                          | Philipp Horn        | Roman Rees         | –                  | –                  |
| 2023 | Philipp Nawrath    | –                                                                          | Benedikt Doll       | Benedikt Doll      | –                  | –                  |
| 2024 | Philipp Horn       | –                                                                          | Lucas Fratzscher    | Justus Strelow     | –                  | –                  |

## DDR-Meisterschaften der Männer
| Jahr | Einzel                            | Staffel                                                                           | Sprint                            | Verfolgung | Massenstart | Mannschaft (Militärpatrouille)                                                 |
| ---- | --------------------------------- | --------------------------------------------------------------------------------- | --------------------------------- | ---------- | ----------- | ------------------------------------------------------------------------------ |
| 1958 | Cuno Werner                       | –                                                                                 | –                                 | –          | –           | ASK Vorwärts Oberhof                                                           |
| 1959 | Cuno Werner                       | –                                                                                 | –                                 | –          | –           | ASK Vorwärts Oberhof ICuno Werner Kurt Hinze Wolfgang Poller Hansi König       |
| 1960 | Hermann Forker                    | –                                                                                 | –                                 | –          | –           | SG Dynamo ZinnwaldHermann Forker Helbig Wolfgang Heider                        |
| 1961 | Peter Uhlig                       | –                                                                                 | –                                 | –          | –           | ASK Vorwärts Oberhof                                                           |
| 1962 | Günter Baake                      | –                                                                                 | –                                 | –          | –           | ASK Vorwärts OberhofHorst Nickel Wolfgang Böttner Herbert Kirchner             |
| 1963 | Hans-Dieter Riechel               | –                                                                                 | –                                 | –          | –           | SG Dynamo ZinnwaldHans-Dieter Riechel Helmut Klöpsch Dieter Ritter Heinz Kluge |
| 1964 | Hans-Dieter Riechel               | –                                                                                 | –                                 | –          | –           | SG Dynamo Zinnwald                                                             |
| 1965 | Egon Schnabel                     | SG Dynamo Zinnwald                                                                | –                                 | –          | –           | ASK Vorwärts OberhofEgon Schnabel Hansi König Wolfgang Böttner Harald Harraß   |
| 1966 | Egon Schnabel                     | –                                                                                 | –                                 | –          | –           | –                                                                              |
| 1967 | Egon Schnabel                     | SG Dynamo ZinnwaldHansjörg Knauthe Claus Schubert Horst Koschka Helmut Klöpsch    | –                                 | –          | –           | –                                                                              |
| 1968 | Dieter Speer                      | SG Dynamo ZinnwaldHelmut Klöpsch Claus Schubert Horst Koschka Dieter Speer        | –                                 | –          | –           | –                                                                              |
| 1969 | Horst Koschka                     | SG Dynamo ZinnwaldHansjörg Knauthe Dieter Speer Joachim Meischner Horst Koschka   | –                                 | –          | –           | –                                                                              |
| 1970 | Dieter Speer                      | SG Dynamo ZinnwaldHansjörg Knauthe Dieter Speer Joachim Meischner Horst Koschka   | –                                 | –          | –           | –                                                                              |
| 1971 | Hansjörg Knauthe                  | SG Dynamo ZinnwaldJoachim Meischner Hansjörg Knauthe Günter Bartnik Horst Koschka | –                                 | –          | –           | –                                                                              |
| 1972 | Herbert Wiegand                   | ASK Vorwärts Oberhof IIJürgen Beyer Manfred Geyer Manfred Hartung                 | –                                 | –          | –           | –                                                                              |
| 1973 | –                                 | –                                                                                 | –                                 | –          | –           | –                                                                              |
| 1974 | Frank Pötter                      | SG Dynamo Zinnwald IIRüdiger Mühlig Steffen Thierfelder Veit Schirmer             | Karl-Heinz Menz                   | –          | –           | –                                                                              |
| 1975 | ausgefallen aus Witterungsgründen | SG Dynamo Zinnwald IKlaus Siebert Günter Bartnik Eberhard Rösch                   | ausgefallen aus Witterungsgründen | –          | –           | –                                                                              |
| 1976 | Karl-Heinz Wolf                   | SG Dynamo Zinnwald IEberhard Rösch Klaus Siebert Veit Schirmer                    | Manfred Geyer                     | –          | –           | –                                                                              |
| 1977 | Manfred Beer                      | SG Dynamo Zinnwald IManfred Beer Klaus Siebert Eberhard Rösch                     | Klaus Siebert                     | –          | –           | –                                                                              |
| 1978 | Klaus Siebert                     | SG Dynamo Zinnwald IManfred Beer Klaus Siebert Eberhard Rösch                     | Klaus Siebert                     | –          | –           | –                                                                              |
| 1979 | Klaus Siebert                     | SG Dynamo Zinnwald IKlaus Siebert Thomas Klinger Eberhard Rösch                   | Jürgen Grundler                   | –          | –           | –                                                                              |
| 1980 | Eberhard Rösch                    | SG Dynamo Zinnwald IEberhard Rösch Manfred Beer Klaus Siebert                     | Klaus Siebert                     | –          | –           | –                                                                              |
| 1981 | Frank Ullrich                     | ASK Vorwärts Oberhof IMathias Jung Matthias Jacob Frank Ullrich                   | Matthias Jacob                    | –          | –           | –                                                                              |
| 1982 | Frank Ullrich                     | ASK Vorwärts Oberhof IMathias Jung Matthias Jacob Frank Ullrich                   | Matthias Jacob                    | –          | –           | –                                                                              |
| 1983 | Frank Ullrich                     | SG Dynamo Zinnwald IFrank-Peter Roetsch Ralf Göthel Andreas Göthel                | Frank-Peter Roetsch               | –          | –           | –                                                                              |
| 1984 | Holger Wick Matthias Jacob        | SG Dynamo Zinnwald IRalf Göthel Frank-Peter Roetsch André Sehmisch                | Holger Wick                       | –          | –           | –                                                                              |
| 1985 | Frank-Peter Roetsch               | SG Dynamo Zinnwald IAndré Sehmisch Ralf Göthel Frank-Peter Roetsch                | Frank-Peter Roetsch               | –          | –           | –                                                                              |
| 1986 | Matthias Jacob                    | SG Dynamo Zinnwald IJens Steinigen André Sehmisch Ralf Göthel                     | Matthias Jacob                    | –          | –           | –                                                                              |
| 1987 | Frank-Peter Roetsch               | ASK Vorwärts Oberhof IJürgen Wirth Steinigen Matthias Jacob                       | Frank-Peter Roetsch               | –          | –           | –                                                                              |
| 1988 | Frank-Peter Roetsch               | SG Dynamo Zinnwald IAndreas Heymann Frank-Peter Roetsch Birk Anders               | Jürgen Wirth                      | –          | –           | –                                                                              |
| 1989 | Michael Lohschmidt                | SG Dynamo ZinnwaldRaik Dittrich André Sehmisch Andreas Heymann                    | Andreas Heymann                   | –          | –           | –                                                                              |

## Deutsche Meisterschaften der Frauen
| Jahr | Einzel               | Staffel                                                           | Sprint           | Verfolgung           | Massenstart                       | Pokalwertung         |
| ---- | -------------------- | ----------------------------------------------------------------- | ---------------- | -------------------- | --------------------------------- | -------------------- |
| 1987 | Martina Stede        | BayernSabine Schubert Manuela Gstatter Michaela Hille             | Michaela Hille   | –                    | –                                 | –                    |
| 1988 | Inga Kesper          | WestfalenMarion Bald ...                                          | Petra Schaaf     | –                    | –                                 | –                    |
| 1989 | Dorina Pieper        | BayernSabine Bendrat Irene Schroll Uschi Disl                     | Irene Schroll    | –                    | –                                 | –                    |
| 1990 | Irene Schroll        |                                                                   | Michaela Hermann | –                    | –                                 | –                    |
| 1991 | Uschi Disl           | HessenMartina Stede Inga Kesper Petra Schaaf                      | Antje Misersky   | –                    | –                                 | –                    |
| 1992 | Antje Misersky       | –                                                                 | Petra Schaaf     | –                    | –                                 | –                    |
| 1993 | Ilka Schneider       | SachsenIlka Schneider Susan Heinrichs Sylke Hummanik              | Sylke Hummanik   | –                    | –                                 | –                    |
| 1994 | –                    | –                                                                 | –                | –                    | –                                 | –                    |
| 1995 | Petra Weschollek     | Thüringen                                                         | Uschi Disl       | –                    | –                                 | –                    |
| 1996 | Katrin Apel          | –                                                                 | Mira Kuisle      | –                    | –                                 | –                    |
| 1997 | Kathi Schwaab        | BayernUschi Disl Martina Hubbauer Martina Zellner                 | Uschi Disl       | –                    | –                                 | –                    |
| 1998 | –                    | –                                                                 | –                | –                    | –                                 | –                    |
| 1999 | –                    | Thüringen                                                         | Martina Zellner  | Martina Zellner      | –                                 | –                    |
| 2000 | –                    | BayernUschi Disl Martina Hubbauer Martina Zellner                 | Kati Wilhelm     | –                    | –                                 | –                    |
| 2001 | Martina Glagow       | Thüringen IKatrin Apel Andrea Henkel Kati Wilhelm                 | Janet Klein      | Kati Wilhelm         | –                                 | –                    |
| 2002 | Martina Glagow       | BayernKatharina Echter Uschi Disl Martina Glagow                  | Uschi Disl       | Uschi Disl           | –                                 | –                    |
| 2003 | Ina Menzel           | BayernMartina Glagow Katharina Echter Uschi Disl                  | Simone Denkinger | Katja Beer           | Katja Beer                        | –                    |
| 2004 | Katrin Apel          | BayernUschi Disl Katharina Echter Martina Glagow                  | Kati Wilhelm     | Simone Denkinger     | Katrin Apel                       | –                    |
| 2005 | Uschi Disl           | ThüringenAndrea Henkel Katrin Apel Kati Wilhelm                   | Uschi Disl       | Martina Glagow       | Martina Glagow                    | –                    |
| 2006 | Kathrin Hitzer       | –                                                                 | Kati Wilhelm     | Simone Denkinger     | Kati Wilhelm                      | –                    |
| 2007 | Simone Denkinger     | ThüringenJenny Adler Juliane Döll Sabrina Buchholz                | Sabrina Buchholz | Simone Denkinger     | Simone Denkinger                  | –                    |
| 2008 | Simone Hauswald      | Thüringen ISabrina Buchholz Juliane Döll Kati Wilhelm             | Kati Wilhelm     | Simone Hauswald      | Simone Hauswald                   | Simone Hauswald      |
| 2009 | Kathrin Hitzer       | BayernMagdalena Neuner Martina Beck Christina Maierhofer          | Kati Wilhelm     | Kati Wilhelm         | Magdalena Neuner                  | Kati Wilhelm         |
| 2010 | Magdalena Neuner     | Thüringen IAndrea Henkel Juliane Döll Sabrina Buchholz            | Andrea Henkel    | Kathrin Hitzer       | Kathrin Hitzer                    | Kathrin Hitzer       |
| 2011 | Andrea Henkel        | Thüringen IAndrea Henkel Juliane Döll Sabrina Buchholz            | Magdalena Neuner | Magdalena Neuner     | Magdalena Neuner                  | Magdalena Neuner     |
| 2012 | Nadine Horchler      | –                                                                 | Tina Bachmann    | Tina Bachmann        | Andrea Henkel                     | Andrea Henkel        |
| 2013 | Franziska Preuß      | NiedersachsenFranziska Hildebrand Carolin Leunig Karolin Horchler | Karolin Horchler | Franziska Preuß      | Franziska Preuß                   | Franziska Preuß      |
| 2014 | Franziska Hildebrand | ausgefallen aus Witterungsgründen                                 | Nadine Horchler  | Franziska Hildebrand | ausgefallen aus Witterungsgründen | Franziska Hildebrand |
| 2015 | –                    | NiedersachsenFranziska Hildebrand Carolin Leunig Karolin Horchler | Karolin Horchler | Laura Dahlmeier      | Luise Kummer                      |                      |
| 2016 | –                    | Bayern ILaura Dahlmeier Vanessa Hinz Franziska Preuß              | Franziska Preuß  | Vanessa Hinz         | Franziska Preuß                   | Franziska Preuß      |
| 2017 | –                    | ThüringenLuise Kummer Juliane Frühwirt Marie Heinrich             | Denise Herrmann  | Denise Herrmann      | Denise Herrmann                   | –                    |
| 2018 | –                    | Bayern IAnna Weidel Franziska Preuß Vanessa Hinz                  | Karolin Horchler | Karolin Horchler     | Karolin Horchler                  | –                    |
| 2019 | –                    | Bayern IAnna Weidel Vanessa Hinz Marion Deigentesch               | Denise Herrmann  | Karolin Horchler     | Denise Herrmann                   | Denise Herrmann      |
| 2020 | Janina Hettich       | –                                                                 | Denise Herrmann  | Denise Herrmann      | –                                 | –                    |
| 2021 | Denise Herrmann      | –                                                                 | Janina Hettich   | Vanessa Voigt        | –                                 | –                    |
| 2022 | Sophia Schneider     | –                                                                 | Sophia Schneider | Denise Herrmann      | –                                 | –                    |
| 2023 | Franziska Preuß      | –                                                                 | Franziska Preuß  | Franziska Preuß      | –                                 | –                    |
| 2024 | Franziska Preuß      | –                                                                 | Julia Tannheimer | Marlene Fichtner     | –                                 | –                    |

## Deutsche Meisterschaften in der Mixed-Staffel
| Jahr | Mixed-Staffel |
| ---- | --- |
| 2005 | Thüringen IIJörn Wollschläger Katrin Apel Alexander Wolf                                                           |
| 2010 | BayernMagdalena Neuner Michael Greis Andreas Birnbacher NiedersachsenFranziska Hildebrand Daniel Böhm Arnd Peiffer |
| 2011 | BayernMagdalena Neuner Florian Graf Daniel Graf                                                                    |
| 2012 | BayernEvi Sachenbacher-Stehle Michael Greis Florian Graf                                                           |